# Gerald D. Aurbach
Gerald Donald Aurbach (* 24. März 1927 in Cleveland, Ohio; † 4. November 1991 in Charlottesville, Virginia) war ein US-amerikanischer Physiologe und Endokrinologe. Er ist bekannt für seine Arbeiten zur Identifizierung und Funktionsweise des Parathormons.

## Leben
Aurbach wuchs in Washington, D.C. auf. Nach seinem Militärdienst in der United States Army Air Forces begann er sein Studium an der University of Virginia und erwarb 1950 einen Bachelor und 1954 einen M.D. als Abschluss des Medizinstudiums. Anschließend arbeitete er am New England Medical Center und am Boston City Hospital. Als Forschungsassistent ging Aurbach 1956 zu Ted Astwood an die Tufts Medical School, wo er seine Arbeiten zum Parathormon fortsetzen konnte, die er bereits während seines Studiums begonnen hatte.
1959 ging Aurbach als Assistent zu William Jakoby an die National Institutes of Health (NIH) in Bethesda, Maryland und erhielt 1961 eine Stelle in der Abteilung für Stoffwechselkrankheiten am National Institute of Arthritis and Metabolic Diseases (heute National Institute of Arthritis and Musculoskeletal and Skin Diseases). 1973 übernahm er die Leitung dieser Abteilung.
1960 heiratete Aurbach Hannah, das Paar hatte zwei Töchter. Aurbach starb am 4. November 1991 infolge der Kopfverletzungen, die er wenige Tage zuvor durch einen Steinwurf aus einem vorbeifahrenden Auto erlitten hatte.

## Wirken
1959 veröffentlichte Aurbach die erfolgreiche Isolation des Parathormons aus den Nebenschilddrüsen mittels Phenol. Aurbach und Mitarbeiter gelangen erstmals die Isolierung des Parathormons in quantitativen Mengen, um das Proteohormon analysieren zu können, und die Synthese einer biologisch aktiven Form des Hormons. Die Arbeitsgruppe entwickelte einen Radioimmunoassay, um Spiegel des Parathormons in Blut und anderen Körperflüssigkeiten bestimmen und einen Hyperparathyreoidismus diagnostizieren zu können. Die radioaktive Markierung des Parathormons als Tracer erlaubte die Analyse der Pharmakokinetik des Hormons. Aufbauend auf die Arbeiten von Earl Sutherland, zeigten Aurbach und Lew Chase, dass Parathormon auf zellulärer Ebene durch Steigerung des cyclischen Adenosinmonophosphats (cAMP) wirkt. Die Bestimmung von cAMP im Urin gab Aufschluss über den Parathormon-Status des Patienten. Aurbach und Chase konnten zeigen, dass es bei Patienten mit Pseudohypoparathyreoidismus aufgrund der Hormonresistenz zu keinem Anstieg des cAMP kommt. Gemeinsam mit Allen Spiegel konnte Aurbach die genetische Störung identifizieren, die dem Pseudohypoparathyreoidismus zugrunde liegt.
Durch die große Zahl von Patienten mit Störungen der Nebenschilddrüsenfunktion, die dem NIH Clinical Center zugewiesen wurde, entwickelte sich das Zentrum zu einer führenden Institution auf dem Gebiet der Nebenschilddrüsen-Chirurgie.
Gemeinsam mit Steve Marx identifizierte Aurbach mehrere erbliche Formen des Hyperparathyreoidismus: MEN 1, familiäre benigne hypokalzurische Hyperkalzämie und Hyperparathyreoidismus-Kiefertumor-Syndrom.

## Auszeichnungen (Auswahl)
- 1983 Gairdner Foundation International Award[1]
- 1986 Mitglied der National Academy of Sciences[2]

Die Endocrine Society vergab zwischen 1993 und 2014 die Gerald D. Aurbach Award Lecture, seit 2015 den Gerald D. Aurbach Award for Outstanding Translational Research. Auch bei der American Society for Bone and Mineral Research gibt es eine Gerald D. Aurbach Memorial Lecture. An der University of Virginia gibt es eine Gerald D. Aurbach Professorship in Endocrinology; Stelleninhaberin ist (Stand 2022) Margaret A. Shupnik, Vorgängerin war von 2002 bis 2009 Theresa A. Guise. 2001 wurde an der University of Virginia das Gerald D. Aurbach Medical Research Building errichtet.